# سوسانا بادالیان
سوسانا بادالیان (ارمنی: Սուսաննա Բադալյան؛ زادهٔ ۱۳ آوریل ۲۰۰۳) بازیکن فوتبال در پست هافبک اهل ارمنستان است.

## باشگاهی
از باشگاه‌هایی که در آن بازی کرده‌است می‌توان به باشگاه فوتبال زنان آلاشکرت و باشگاه فوتبال زنان پیونیک اشاره کرد.

## تیم ملی
وی همچنین در تیم ملی فوتبال زیر ۱۹ سال زنان ارمنستان و تیم ملی فوتبال زنان ارمنستان بازی کرده‌است. .